# Alexander Schalck-Golodkowski
Alexander Schalck-Golodkowski, né Alexander Golodkowski le 3 juillet 1932 à Berlin-Treptow et mort le 21 juin 2015 à Rottach-Egern, est un homme politique est-allemand, colonel de la Stasi et haut fonctionnaire de la République démocratique allemande.
II fut directeur de l'un des principaux départements (« Hauptverwaltungsleiter ») du ministère du Commerce extérieur et du Commerce intérieur allemand (1956-1962), vice-ministre du Commerce extérieur (1967-1975) et chef de la Kommerzielle Koordinierung de la RDA (KoKo, 1966–86) : la KoKo gérait le commerce (non officiel) avec les pays étrangers capitalistes, et était chargée de fournir la RDA en devises étrangères occidentales. À ce titre, Schalck-Golodkowski est considéré comme un des hommes les plus influents et une figure-clé du système économique est-allemand,. Il fut de plus rétrospectivement connu pour avoir négocié un prêt d'un milliard de Deutschmarks qu'un consortium bancaire ouest-allemand accorda à la RDA en 1983.

## Biographie

### Jeunesse
Il naît en 1932 à Berlin, fils d'un apatride russe, et est adopté en 1940 par la famille Schalck. De 16 à 18 ans, il effectue un apprentissage en mécanique de précision. Il rejoint la jeunesse allemande libre en 1951. En mars 1953, il demande à devenir membre du SED et est accepté en 1955 après une période de candidature. Schalck-Golodkowski poursuit des études de 1954 à 1957 et obtient un diplôme en économie à l'Université du commerce extérieur de Staaken.

### Ascension au ministère et nomination à la KoKo
Dès 1956, avant la fin de ses études, il devient principal responsable administratif du Ministère du Commerce extérieur, du Commerce intérieur et de l'approvisionnement (de). Il est à ce poste jusqu'en 1962. En 1958, il est nommé représentant du commerce extérieur à la Commission permanente de la construction du Conseil d'assistance économique mutuelle. De 1962 à 1966, il est premier secrétaire du district SED au ministère du Commerce extérieur.
En 1966, il est nommé à la tête de la Kommerzielle Koordinierung (en) (KoKo), un nouveau département du ministère du Commerce extérieur, qu'il contribue à développer : la mission principale de la KoKo est d'approvisionner la RDA en devises étrangères afin d'assurer sa solvabilité,, en déployant des opérations commerciales, parfois de façon secrète et en dehors de toute légalité ; jusqu'en 1989, la population est-allemande ignore tout de ce dispositif. Pour parvenir à ses fins, son département de la KoKo monte des sociétés de commerce internationales qui fonctionnent de façon classique et vendent des biens et des matériaux en échange de paiements en devises occidentales. Mais la KoKo monte aussi certaines sociétés-écrans en Occident, rattachées au parti, dont la KoKo falsifie les bilans, fournit les fonctionnaires du parti en produits de luxe, place les devises étrangères récoltées sur des comptes secrets en Suisse et au Liechtenstein, effectue des livraisons de marchandises fictives et se livre à divers trafics interdits. L'argent collecté ne va cependant pas dans les caisses de l'État est-allemand, mais directement au parti SED au pouvoir ou à la Stasi. Un autre objectif est d'approvisionner la RDA en produits stratégiques soumis à l'embargo occidental, notamment des produits informatiques, d'électronique et de potentielle utilisation militaire. Dix ans plus tard, l'organisation est officiellement devenue une puissante agence gouvernementale, entièrement indépendante. En 1967, il est également nommé agent spécial du Ministère de la Sécurité d'État. Schalck-Golodkowski agit toujours en arrière-plan, et se tient loin de toute vie publique ; cependant ses réseaux et son accès à des produits de l'Ouest, rares et recherchés, font de lui un personnage incontournable et très courtisé au sein des instances dirigeantes de la RDA.
Cependant, pour plusieurs historiens spécialistes du sujet, il importe de démystifier la légende du fournisseur de devises qui aurait amassé des richesses colossales : si certaines des sociétés de la KoKo se sont bien mêlées d'affaires louches (trafic d'armes, commerce d'objets d'art, fournitures luxueuses aux membres du parti), la plus grande partie des sociétés contrôlées par la KoKo se livrent à des activités commerciales classiques. Selon l'historien Matthias Judt, sur 180 sociétés, 85% présentent une activité tout à fait conforme au fonctionnement d'autres sociétés internationales, et les 28 milliards de devises apportées par Schalck-Golodkowski sur 24 années d'activité proviennent surtout d'opérations commerciales normales dans les domaines de l'énergie, de l'alimentation, des matériaux de construction ou du recyclage des déchets.
En 1970, il soutient une thèse de doctorat intitulée : « Éviter les pertes économiques et générer des devises étrangères supplémentaires » à la faculté de droit de Golm près de Potsdam, qui relève du ministère de la Sécurité d'État, thèse qu'il soutient avec son commandant, le colonel de la Stasi Heinz Volpert. Cette thèse reste secrète jusqu'à la chute de la RDA. Outre deux docteurs de la Stasi, le « directeur de thèse » est le ministre de la Sécurité de l'État Erich Mielke, qui lui-même n'a ni diplôme d'études secondaires ou universitaire.

### Rôle dans les négociations inter-allemandes
De 1967 à 1975, Schalck-Golodkowski est officiellement l'un des vice-ministres du Commerce extérieur, puis secrétaire d'État du ministère jusqu'en 1989. Au Politburo, il est membre de la Commission économique à partir de 1976, et à partir de 1981 de la Commission de coordination des relations économiques, culturelles, scientifiques et techniques entre la RDA et les pays d'Asie, d'Afrique et arabes. Il est également un proche de Günter Mittag, membre influent du Politburo chargé de la politique économique, qui a favorisé l'ascension de Schalck-Golodkowski. Quand en 1976 le dirigeant Honecker décide de créer une commission permanente du Politburo pour mener des discussions avec la RFA, Mittag en prend la tête et prend Schalck-Golodkowski comme secrétaire. En 1981, il participe aux négociations entre le chancelier fédéral Helmut Schmidt et le dirigeant est-allemand Erich Honecker, pourparlers qui débouchent en 1983 sur un accord entre Schalck-Golodkowski et le Premier ministre bavarois Franz Josef Strauss pour un prêt ouest-allemand d'un milliard de DM pour la RDA. Le Bayernkurier (de) souligne en 1983 que c'est à la suite de ces discussions que la RDA commença à démonter les dispositifs de tir automatique à la frontière, et à alléger les conditions de visite des Allemands de l'Ouest en RDA.
En 1986, il est nommé au comité central du SED.

### Après la disparition de la RDA
Il est exclu du SED trois ans plus tard, lors de l'effondrement de la RDA, après la parution d'articles de presse sur les opérations illégales de sociétés gérées par la KoKo. Soupçonné d'abus de pouvoir alors qu'il était à la tête de la KoKo, il s'enfuit avec sa femme à Berlin-Ouest en décembre 1989, se rend aux autorités et est placé en détention provisoire pendant six semaines. Il déclare alors qu'il craint d'être traité de paria et a peur d'être mis à l'écart par ses anciens camarades de parti, voire craint pour sa vie. Une demande d'extradition du parquet de la RDA est rejetée. Il est libéré en janvier 1990 et le couple s'installe à Rottach-Egern am Tegernsee. Là, il dirige une entreprise de commerce de marchandises.
Sous le nom de code « Blanche-Neige », il livre de nombreux éléments au Service fédéral de renseignement sur les méthodes de la KoKo et son travail pour la Stasi. Il bénéficie alors de la protection du BND et se voit fournir des papiers sous un faux nom.
À partir de 1991, la KoKo, et son directeur Schalck-Golodkowski, font l'objet d'une série d'enquêtes préliminaires pour des soupçons d'activités d'espionnage, d'évasion fiscale, de fraude, de violation des règlements d'embargo (Règle No 53) et d'infractions au droit militaire allié. Jugé en 1996 pour avoir enfreint la loi alliée, il est condamné à un an de prison avec sursis. Une autre condamnation à 16 mois avec sursis est prononcée en 1998 pour infraction aux règles d'embargo. Les autres charges sont abandonnées, entre autres en raison de son mauvais état de santé (il a subi plusieurs opérations pour lutter contre ses cancers entre 1987 et 1997).
Les lenteurs des enquêtes contre Schalck-Golodkowski et ses contacts des politiciens et entrepreneurs ouest-allemands font naître des polémiques qui amènent en 1991 le ministre fédéral de la Justice Klaus Kinkel à rejeter les allégations selon lesquelles Schalck-Golodkowski bénéficierait de protections du gouvernement fédéral ou d'autres autorités de la RFA.
Les actions de la KoKo, et en particulier les activités de Schalck-Golodkowski, ont fait l'objet de la 1re commission d'enquête du 12e Bundestag allemand (1990-1994) sous la présidence de Friedrich Vogel.
En 1991, lors de l'émission télévisée Der heisse Stuhl sur RTL, il déclare qu'il a « tout géré dans les règles et correctement » et a agi « au mieux de ses connaissances et de sa conviction », « avec l'intention de servir la RDA et le peuple ».
Schalck-Golodkowski avait l'habitude de prendre systématiquement des notes de ses conversations avec ses interlocuteurs, comme Franz Josef Strauss et Wolfgang Schäuble : les archives de ces notes d'un précieux intérêt sont conservées au Bundesarchiv Berlin Lichterfelde (inventaire DL 226, ministère du Commerce extérieur de la RDA, coordination commerciale).
En 2000 paraît son livre Deutsch-deutsche Erinnerungen (Souvenirs inter-allemands).
Il fut marié à deux reprises et eut deux enfants.

## Œuvres
- (de) Vorlage für das Politbüro des ZK der SED. Analyse der ökonomischen Lage der DDR mit Schlußfolgerungen, Gerhard Schürer, Gerhard Beil, Alexander Schalck, Ernst Höfner et Arno Donda, 30 octobre 1989
- (de) Schalck-Golodkowski, Alexander, Zur Vermeidung ökonomischer Verluste und zur Erwirtschaftung zusätzlicher Devisen im Bereich Kommerzielle Koordinierung des Ministeriums für Außenwirtschaft der Deutschen Demokratischen Republik, Potsdam, mai 1970
- (de) Schalck-Golodkowski, Alexander, Deutsch-deutsche Erinnerungen, Rowohlt Verlag, Reinbek b. Hamburg 2000,  (ISBN 3-498-06330-8).

## Distinctions
- 1969 : Ordre du Mérite patriotique en or
- 1979 : Collaborateur méritant du Ministère de la Sécurité d'État
- 1980 : Medaille der Waffenbrüderschaft (de) en or (Stasi)
- 1982 : Ordre de Karl-Marx[5]
- 1982 : Kampforden „Für Verdienste um Volk und Vaterland“
- 1983 : Héros du travail[5]
- 1984 : Grande Étoile de l'amitié des peuples

Il est le plus décoré des secrétaires d'État est-allemands.